# 黑山学院
黑山学院（英語：Black Mountain College），是一所位於美國北卡羅來納州布萊克芒廷 (北卡羅來納州)的私立美國博雅學院。這間學院在1933年由約翰.安德魯斯.萊斯和其他幾位一起成立的。這間學院是以約翰·杜威的全人教育理論來營運整間學院。1957年，學院因為資金缺乏的問題而倒閉。

## 历史
黑山學院在藝術的教育與實踐上是最具虛構實驗性制度的，在60年代的美國造就了數位非凡的前衛派先鋒藝術家。該校以擁有在視覺，文學與表演藝術上非凡的教程而自豪，而該校所留下的更持續地影響著教育的哲學或實踐。

## 校友
- 羅伯特·克里利
- 羅伯特·勞森伯格

## 相關
- 北卡羅萊納州學院和大學列表

## 資料來源
1. ↑  2025 Appalachian State University
2. ↑  2025 MIT Press.
3. ↑  Black Mountain College records, 1933-1956
4. ↑  Yale University Press:The Legacy of Black Mountain College—An Experiment in Higher Education: Interview with Ruth Erickson by David Ebony
5. ↑  NCDC